# Braunit
A braunit (Mn2+Mn3+6SiO12) a szilikátásványok közé tartozó ásvány.
Nevét a gothai Wilhelm von Braunról kapta.

## Jellemzői
Vegyi összetételében a Mn:Si=7:1 arány állandónak mondható. A mangán helyén vas is előfordulhat Fe:Mn=1:5 arányban, de bárium, kalcium és magnézium is részt vehet a felépítésében. A tetragonális rendszerben kristályosodik. Kristályai oktaéderes termetűek, aprók és rendszerint tömötten egymás mellé illeszkedve kemény kéregszerű bevonatot alkotnak. Előfordul vaskos tömegekben is, ilyenkor más ásványokkal, elsősorban pszilomelánnal, piroluzittal, hematittal és hausmannittal társul. Színes szürkés-fekete vagy szürkés-barna, karcszíne barnásfekete. Enyhén mágneses. Szabályos tetragonális vagy oktaéderes kristályainak színe szürkés-fehér, reflexióképessége közepes. Gyengén anizotróp ásvány.

## Előfordulása
A braunit igen változatos viszonyok közt keletkezhet. A legnagyobb mennyiségben mangán-oxidokból és szilikátokból keletkezik regionális vagy kontaktmetamorfózis során. Rendszerint pszilomelán, manganit, polianit, hausmannit, jacobsit, magánepidot, barit társaságában jelenik meg. Keletkezhet mangántartalmú kőzetek oxidációjával is létrejöhet. Kis mennyiségben porfiriteket harántoló manganittellérekben is előfordul. Lelőhelyei vannak Svédországban, Brazíliában, Indiában, Dél-Afrikában és Németországban is.

## Képek

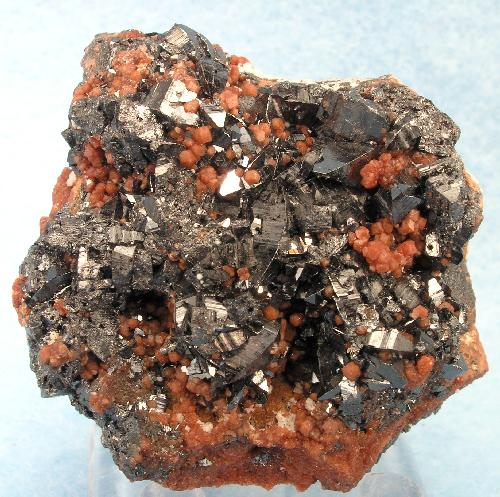
Csillogó braunit kristályok Dél-Afrikából
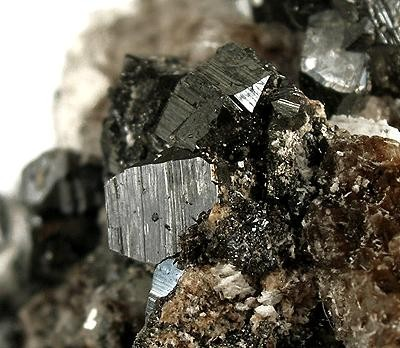
Ez a nagy példány fémes csillogású braunit kristályokat tartalmaz
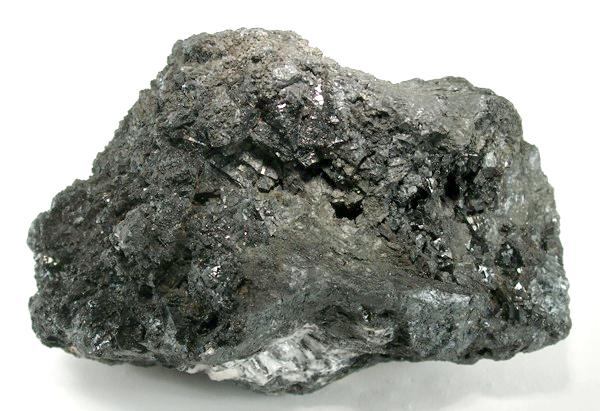
Braunit Németországból